# Campeonato Mundial de Xadrez de 1957
O Campeonato Mundial de Xadrez de 1957 foi disputado em três etapas: o Torneio Interzonal de 1955, o Torneio de Candidatos de 1956, e o match final entre o campeão Mikhail Botvinnik e o desafiante Vasily Smyslov. O match foi realizado entre 5 de março e 27 de abril, em Moscou, em uma melhor de 24 partidas, e foi vencido por Smyslov que se consagrou como o sétimo campeão mundial.

## Torneio Interzonal de 1955
O Torneio Interzonal foi jogado na cidade sueca de Gotemburgo em agosto e setembro de 1955. 
| N.º | Jogador               | 1 | 2 | 3 | 4 | 5 | 6 | 7 | 8 | 9 | 10 | 11 | 12 | 13 | 14 | 15 | 16 | 17 | 18 | 19 | 20 | 21 | Total |
| --- | --------------------- | - | - | - | - | - | - | - | - | - | -- | -- | -- | -- | -- | -- | -- | -- | -- | -- | -- | -- | ----- |
| 1   | David Bronstein       | - | 1 | 1 | ½ | 1 | ½ | ½ | ½ | ½ | ½  | ½  | ½  | ½  | 1  | ½  | 1  | 1  | 1  | 1  | 1  | 1  | 15    |
| 2   | Paul Keres            | 0 | - | 1 | ½ | ½ | ½ | ½ | ½ | 1 | ½  | 1  | 1  | 1  | 1  | ½  | 1  | 1  | 0  | ½  | ½  | 1  | 13½   |
| 3   | Oscar Panno           | 0 | 0 | - | ½ | 0 | 1 | ½ | ½ | 1 | ½  | 1  | 1  | 1  | ½  | ½  | 1  | 1  | ½  | 1  | 1  | ½  | 13    |
| 4   | Tigran Petrosian      | ½ | ½ | ½ | - | ½ | ½ | ½ | ½ | ½ | ½  | ½  | 1  | ½  | ½  | ½  | ½  | ½  | 1  | 1  | 1  | 1  | 12½   |
| 5   | Efim Geller           | 0 | ½ | 1 | ½ | - | ½ | ½ | 1 | ½ | 0  | ½  | ½  | ½  | 1  | 0  | ½  | 1  | 1  | ½  | 1  | 1  | 12    |
| 6   | László Szabó          | ½ | ½ | 0 | ½ | ½ | - | ½ | ½ | ½ | ½  | ½  | ½  | 0  | 1  | ½  | ½  | 1  | 1  | 1  | 1  | 1  | 12    |
| 7   | Miroslav Filip        | ½ | ½ | ½ | ½ | ½ | ½ | - | ½ | 0 | ½  | ½  | 1  | ½  | 0  | ½  | 1  | ½  | ½  | 1  | ½  | 1  | 11    |
| 8   | Herman Pilnik         | ½ | ½ | ½ | ½ | 0 | ½ | ½ | - | 0 | ½  | ½  | ½  | ½  | 1  | 1  | ½  | ½  | ½  | 1  | ½  | 1  | 11    |
| 9   | Boris Spassky         | ½ | 0 | 0 | ½ | ½ | ½ | 1 | 1 | - | 1  | 0  | ½  | 0  | ½  | 1  | ½  | 0  | 1  | 1  | 1  | ½  | 11    |
| 10  | Georgy Ilivitsky      | ½ | ½ | ½ | ½ | 1 | ½ | ½ | ½ | 0 | -  | ½  | 0  | 0  | ½  | ½  | 1  | ½  | ½  | ½  | 1  | 1  | 10½   |
| 11  | Ludek Pachman         | ½ | 0 | 0 | ½ | ½ | ½ | ½ | ½ | 1 | ½  | -  | ½  | ½  | 1  | ½  | ½  | ½  | ½  | ½  | 1  | ½  | 10½   |
| 12  | Carlos Guimard        | ½ | 0 | 0 | 0 | ½ | ½ | 0 | ½ | ½ | 1  | ½  | -  | 1  | 1  | ½  | 0  | ½  | 1  | ½  | 0  | 1  | 9½    |
| 13  | Miguel Najdorf        | ½ | 0 | 0 | ½ | ½ | 1 | ½ | ½ | 1 | 1  | ½  | 0  | -  | 0  | 0  | ½  | 1  | ½  | 1  | ½  | 0  | 9½    |
| 14  | Andrija Fuderer       | 0 | 0 | ½ | ½ | 0 | 0 | 1 | 0 | ½ | ½  | 0  | 0  | 1  | -  | ½  | 1  | 1  | 1  | 0  | 1  | ½  | 9     |
| 15  | Braslav Rabar         | ½ | ½ | ½ | ½ | 1 | ½ | ½ | 0 | 0 | ½  | ½  | ½  | 1  | ½  | -  | ½  | 0  | ½  | 1  | 0  | 0  | 9     |
| 16  | Wolfgang Unzicker     | 0 | 0 | 0 | ½ | ½ | ½ | 0 | ½ | ½ | 0  | ½  | 1  | ½  | 0  | ½  | -  | ½  | ½  | 1  | ½  | 1  | 8½    |
| 17  | Arthur Bisguier       | 0 | 0 | 0 | ½ | 0 | 0 | ½ | ½ | 1 | ½  | ½  | ½  | 0  | 0  | 1  | ½  | -  | 0  | 1  | ½  | 1  | 8     |
| 18  | Gideon Ståhlberg      | 0 | 1 | ½ | 0 | 0 | 0 | ½ | ½ | 0 | ½  | ½  | 0  | ½  | 0  | ½  | ½  | 1  | -  | ½  | ½  | 1  | 8     |
| 19  | Jan Hein Donner       | 0 | ½ | 0 | 0 | ½ | 0 | 0 | 0 | 0 | ½  | ½  | ½  | 0  | 1  | 0  | 0  | 0  | ½  | -  | 1  | ½  | 5½    |
| 20  | Antonio Medina García | 0 | ½ | 0 | 0 | 0 | 0 | ½ | ½ | 0 | 0  | 0  | 1  | ½  | 0  | 1  | ½  | ½  | ½  | 0  | -  | 0  | 5½    |
| 21  | Bogdan Sliwa          | 0 | 0 | ½ | 0 | 0 | 0 | 0 | 0 | ½ | 0  | ½  | 0  | 1  | ½  | 1  | 0  | 0  | 0  | ½  | 1  | -  | 5½    |

## Torneio de Candidatos de 1957
Os nove primeiros colocados no Torneio Interzonal de 1955 e o perdedor do match do campeonato mundial passado (Smyslov) jogaram um torneio de todos contra todos em duas voltas, na cidade holandesa de Amsterdam,  O vencedor ganhou o direito de jogar o match pelo Campeonato Mundial de Xadrez contra Mikhail Botvinnik.
| N.º | Jogador          | 1   | 2   | 3   | 4   | 5   | 6   | 7   | 8   | 9   | 10  | Total |
| --- | ---------------- | --- | --- | --- | --- | --- | --- | --- | --- | --- | --- | ----- |
| 1   | Vasily Smyslov   | –   | ½ ½ | ½ 1 | 1 1 | ½ ½ | 0 ½ | ½ ½ | ½ 1 | 1 ½ | ½ 1 | 11½   |
| 2   | Paul Keres       | ½ ½ | –   | ½ 1 | ½ ½ | ½ ½ | ½ ½ | ½ ½ | ½ 0 | 1 ½ | 1 ½ | 10    |
| 3   | David Bronstein  | ½ 0 | ½ 0 | –   | ½ 1 | 1 ½ | ½ 0 | ½ ½ | 1 ½ | ½ ½ | ½ 1 | 9½    |
| 4   | Efim Geller      | 0 0 | ½ ½ | ½ 0 | –   | 1 0 | 1 ½ | ½ 0 | 1 1 | ½ 1 | 1 ½ | 9½    |
| 5   | Tigran Petrosian | ½ ½ | ½ ½ | 0 ½ | 0 1 | –   | ½ ½ | ½ ½ | 1 ½ | ½ ½ | 1 ½ | 9½    |
| 6   | Boris Spassky    | 1 ½ | ½ ½ | ½ 1 | 0 ½ | ½ ½ | –   | 0 ½ | ½ ½ | ½ ½ | ½ 1 | 9½    |
| 7   | László Szábo     | ½ ½ | ½ ½ | ½ ½ | ½ 1 | ½ ½ | 1 ½ | –   | 0 ½ | ½ ½ | 0 1 | 9½    |
| 8   | Miroslav Filip   | ½ 0 | ½ 1 | 0 ½ | 0 0 | 0 ½ | ½ ½ | 1 ½ | –   | 1 0 | ½ 1 | 8     |
| 9   | Oscar Panno      | 0 ½ | 0 ½ | ½ ½ | ½ 0 | ½ ½ | ½ ½ | ½ ½ | 0 1 | –   | 1 ½ | 8     |
| 10  | Herman Pilnik    | ½ 0 | 0 ½ | ½ 0 | 0 ½ | 0 ½ | ½ 0 | 1 0 | ½ 0 | 0 ½ | –   | 5     |

## Match pelo título
O match foi disputado em uma melhor de 24 partidas, e terminaria quando um jogador atingisse 12½ pontos ou mais. 
|                   | 1 | 2 | 3 | 4 | 5 | 6 | 7 | 8 | 9 | 10 | 11 | 12 | 13 | 14 | 15 | 16 | 17 | 18 | 19 | 20 | 21 | 22 | Pontos |
| ----------------- | - | - | - | - | - | - | - | - | - | -- | -- | -- | -- | -- | -- | -- | -- | -- | -- | -- | -- | -- | ------ |
| Vasily Smyslov    | 1 | ½ | ½ | 0 | 0 | 1 | ½ | 1 | ½ | ½  | ½  | 1  | 0  | ½  | ½  | ½  | 1  | ½  | ½  | 1  | ½  | ½  | 12½    |
| Mikhail Botvinnik | 0 | ½ | ½ | 1 | 1 | 0 | ½ | 0 | ½ | ½  | ½  | 0  | 1  | ½  | ½  | ½  | 0  | ½  | ½  | 0  | ½  | ½  | 9½     |